# Zamé
Zamé är en ort i Burkina Faso.   Den ligger i regionen Centre-Est, i den sydöstra delen av landet, 180 km sydost om huvudstaden Ouagadougou. Zamé ligger 282 meter över havet och antalet invånare är 829.
Terrängen runt Zamé är huvudsakligen platt. Zamé ligger uppe på en höjd. Närmaste större samhälle är Youngou, 4,1 km norr om Zamé.
Omgivningarna runt Zamé är en mosaik av jordbruksmark och naturlig växtlighet. Runt Zamé är det ganska tätbefolkat, med 93 invånare per kvadratkilometer.